# 金斑鯒
金斑鯒，又稱金斑牛尾魚，為輻鰭魚綱鮋形目牛尾魚亞目牛尾魚科的其中一種，分布於澳洲東部海域，屬底棲性魚類，棲息深度10-160公尺，體長可達55公分，生活在沙底質海域，屬肉食性，生活習性不明。

## 擴展閱讀
維基物種上的相關：金斑鯒